# وادي قوسين
وادي قوسين إحدى بلديات ولاية الشلف التابعة لـ دائرة بني حواء.